# Annamanum indicum
Annamanum indicum là một loài bọ cánh cứng trong họ Cerambycidae.